# Behind the Lines (David Knopfler)
Behind the Lines è un album del 1985 di David Knopfler.

## Artista
- David Knopfler - Voce, pianoforte, sintetizzatore

## Musicisti
- Arran Ahmun - batteria, percussioni
- Taif Ball - chitarra basso (3) (5)
- Nick Davis - chitarra basso aggiuntiva (4)
- Judy Cheeks - cori
- Richard Dunn - pianoforte, sintetizzatore
- Dave Jackson - cori
- Mick Jackson - cori
- George Mayr - sassofono (5)
- Bub Roberts - chitarra
- Charlie schade - sintetizzatore
- Pat Schockley - cori
- Peter Schön - sintetizzatore, basso (2)
- Forrest Thomas - cori

## Tracce
1. Heart to Heart – 2:59
2. Shockwave – 3:36
3. Double Dealing – 3:09
4. The Missing Book – 4:48
5. I'll be there – 4:30
6. Prophecies – 5:48
7. The Stone Wall Garden – 4:11
8. Sanchez – 4:52
9. One Time – 3:16